# Hadropareia
Hadropareia – rodzaj morskich ryb z rodziny węgorzycowatych (Zoarcidae).

## Klasyfikacja
Gatunki zaliczane do tego rodzaju:
- Hadropareia middendorffii
- Hadropareia semisquamata